# Казацкое (Донецкая область)
Каза́цкое (укр. Козацьке) — село в Украине, находится в Новоазовском районе  Донецкой области. Находится под контролем самопровозглашённой Донецкой Народной Республики.

## География

#### Соседние населённые пункты по странам света
С: Шевченко, Чумак, Дерсово
СЗ: Первомайское, Украинское, Сосновское
СВ: —
З: Красноармейское, Куликово, Октябрь
В: Порохня, Седово-Василевка
ЮЗ: Митьково-Качкари, Веденское
ЮВ: —
Ю: Качкарское, Патриотичное

## Население
Население по переписи 2001 года составляет 978 человек.

## Общие сведения
Код КОАТУУ — 1423682801. Почтовый индекс — 87613. Телефонный код — 6296.

## Адрес местного совета
87613, Донецкая область, Новоазовский район, с. Казацкое, ул.Ленина, 39